# Jogos Desportivos Centro-Americanos de 2006
Os VIII Jogos Desportivos Centro-Americanos aconteceram em cinco países da américa central: Todos os participantes a exceção de Belize.

## Modalidades
- Atletismo
- Beisebol
- Basquetebol
- Boxe
- Ciclismo
- Esgrima
- Fisiculturismo
- Halterofilismo
- Hipismo
- Judô
- Natação
- Raquetebol
- Softbol
- Taekwondo
- Tênis de Mesa
- Tiro
- Triatlo
- Xadrez
- Wrestling

## Participantes
- Belize
- Costa Rica
- Guatemala
- Honduras
- Nicarágua
- Panamá

## Quadro de Medalhas
| Ordem | País           | Medalha de ouro | Medalha de prata | Medalha de bronze | Total |
| ----- | -------------- | --------------- | ---------------- | ----------------- | ----- |
| 1     | GUA Guatemala  | 105             | 73               | 36                | 214   |
| 2     | CRC Costa Rica | 35              | 26               | 18                | 79    |
| 3     | NIC Nicarágua  | 34              | 39               | 51                | 124   |
| 4     | HON Honduras   | 24              | 46               | 53                | 123   |
| 5     | PAN Panamá     | 16              | 20               | 23                | 59    |
| 6     | BLZ Belize     | 0               | 5                | 4                 | 9     |
| Total | Total          | 296             | 297              | 343               | 936   |

Traduzido da wikipedia em inglês